# Bolchoï Salym
Le Bolchoï Salym (en russe : Большой Салым) est une rivière de Russie qui coule dans l'oblast de Tioumen et dans le district autonome des Khantys-Mansis, au centre de la plaine de Sibérie occidentale. C'est un affluent direct du fleuve Ob en rive gauche.

## Géographie
Le Bolchoï Salym prend sa source dans la partie occidentale des marais de Vassiougan. Dans la plus grande partie de son parcours, il coule globalement en direction du nord. Arrivé aux abords de Lempiny, la rivière effectue une large boucle en direction du nord-ouest. Après un parcours de 583 kilomètres dans la taïga marécageuse de l'oblast de Tioumen et du district autonome des Khantys-Mansis, elle se jette en rive gauche dans un bras de l'Ob aux abords de la petite localité de Sivokhrebt.
Dans son cours inférieur, le Bolchoï Salym a une largeur de quelque 200 mètres, et une profondeur de plus de 2 mètres.

## Gel - Navigabilité
Le Bolchoï Salym gèle habituellement à partir de la fin du mois d'octobre, et ce jusqu'à la fin du mois d'avril ou au début du mois de mai.
En dehors de cette période hivernale, la rivière est navigable sur 210 kilomètres depuis son embouchure dans l'Ob.

## Hydrométrie - Les débits mensuels à Lempiny
Le débit de la rivière a été observé pendant 14 ans (au long de la période 1964 - 1977) à Lempiny,localité située à quelque 65 kilomètres de son confluent avec l'Ob, à une altitude de 22 mètres. 
À Lempiny, le débit annuel moyen ou module observé sur cette période était de 69,5 m3/s pour une surface de drainage de plus ou moins 12 500 km2, soit plus de 70 % de la totalité du bassin versant de la rivière qui en compte 18 100. La lame d'eau d'écoulement annuel dans le bassin se montait de ce fait à 175 millimètres, ce qui peut être considéré comme modéré dans le contexte de la partie nord du bassin de l'Ob.
Les hautes eaux se déroulent au printemps et au début de l'été, aux mois de mai et de juin, ce qui correspond au dégel et à la fonte des neiges du bassin. Dès le mois de juillet, le débit baisse fortement, et cette baisse se poursuit mais modérément tout au long du reste de l'été et de l'automne, si bien qu'il reste assez confortable.
À partir du mois de novembre, le débit de la rivière baisse à nouveau, ce qui mène à la période des basses eaux ou étiage annuel. Celui-ci a lieu de décembre à mars inclus et correspond à l'hiver et aux importantes gelées qui s'étendent sur toute la Sibérie.  
Le débit moyen mensuel du Bolchoï Salym observé en mars (minimum d'étiage) est de 13,0 m3/s, soit environ 6 % du débit moyen du mois de juin (225 m3/s), ce qui illustre l'amplitude relativement modérée (pour la Sibérie) des variations saisonnières. Les écarts de débits mensuels peuvent être cependant plus importants d'après les années : sur la durée d'observation de 14 ans, le débit mensuel minimal a été de 7,05 m3/s en mars 1969, tandis que le débit mensuel maximal s'élevait à 365 m3/s en mai 1976.
En ce qui concerne la période libre de glace (de mai à octobre inclus), le débit minimal observé a été de 29,6 m3/s en août 1968, ce qui restait à vrai dire fort appréciable comparé à son débit moyen annuel. 